# 렘포
렘포(핀란드어: Lempo lempo[*])는 핀란드 민간설화와 신화에 나오는 악령이다. 핀란드 신화 속 사랑과 다산의 신으로 간주된다.
핀란드의 기독교화가 진행되면서 렘포는 더욱 악의 상징이 되었다. 기독교화 이후 민간설화에서 렘포는 변덕스러운 악령으로 묘사되는데, 이는 사랑이란 변덕스럽고 심지어는 위험할 수 있으며 한 사람을 통제하고 파멸로 몰고갈 수 있는 것이기 때문이다.
렘포는 다른 악령 집단인 히시와 파하의 도움을 받아 배이뇌뫼이넨을 쓰러뜨렸다.
"렘포(lempo)"와 "히시(hiisi)"라는 단어는 핀란드어에서 수위가 매우 낮은 욕설로도 사용된다.

## 같이 보기
- 47171 렘포[1]